# Isolatspråk
Ett isolatspråk är ett enskilt språk som inte har några kända besläktade språk, eller vars förhållande till andra språk är för omstritt för att placera dem i en existerande språkfamilj. Man har också använt begreppet "isolerade språk" men det är numera under avveckling eftersom det kan ge felaktiga associationer. Man kan uppfatta det som syftande på ett språk som omges av andra som det inte är besläktat med men ändå kan ha besläktade språk på längre avstånd. Dessutom kan begreppet lätt sammanblandas med isolerande språk.

## Språkfamiljer och isolatspråk
Paralleller med biologin dras ofta i beskrivningen av språkfamiljer – språken som ingår i en sådan är genetiskt relaterade till varandra. Det finns olika uppfattningar om antalet språkfamiljer. Daniel Nettle nämner cirka 250 stora familjer. Lyle Campbell å andra sidan antar 350 kända språkfamiljer med 129 isolatspråk inräknade. Detta innebär att isolater utgör drygt en tredjedel av alla språkfamiljer. Ethnologue anger dock en lista av 82 isolatspråk (se nedan). Ethnologue räknar upp 136 olika språkfamiljer som är ”top-level genetic groups”, och ytterligare 130 språkfamiljer där även kreol-, tecken- och isolatspråk är inräknade. Indelningen som följer nedan baseras på Ethnologues lista över isolatspråk och antalet användare och eventuella dialekter (Campbell inkluderar fler isolatspråk främst i Oceanien och Australien, men utan ytterligare information om antalet användare).
Isolatspråk kontrasteras ofta mot språk som tillhör någon av språkfamiljerna. De utgör språkfamiljer själva som innebär till exempel att baskiska är ett språk som ingår i språkfamiljen baskiska språk. En språkfamilj innefattar ett antal språk som ursprungligen härstammar från samma språk. Vi kan exempelvis se på ryska, engelska, svenska och albanska som systerspråk vars moderspråk är ett och samma språk som har funnits en gång i tiden. De systerspråken behöver inte likna varandra på ett synligt sätt, exempelvis genom ordförrådet. Det räcker att det finns tillräckliga bevis för antagandet att ett antal språk har urskiljts från samma moder en gång i tiden. Det är mycket viktigt att ha i åtanke att man kan hitta bevis för existensen av släktskap mellan två eller flera språk, men man kan aldrig bevisa att de inte är besläktade.

## Problem med definiering
Isolatspråk är alltså de språk som lingvister inte har hittat syster- eller moderspråk till. Detta innebär inte att de aldrig har funnits. Nya metoder och extensiv forskning ger upphov till att ifrågasätta isolatstatus hos vissa språk, och även begreppet isolatspråk, som nämnt ovan. Vad är möjliga problem med klassificering av ett språk som isolat?

### Möjliga relationer
För det första är det möjligt att ett isolat hade systrar och därmed en gemensam moder en gång i tiden, men att alla systrar dött ut utan att hinna bli beskrivna. Detta är inte svårt att föreställa sig med fakta från biologin och genetiken. Vi kan idag hitta spår till människans gemensamma förfäder som levde för ungefär 140 000 år sedan. Det finns en enighet om att denna begränsade samling av våra förfäder har börjat använda något språk som sedan dess utvecklat sig. Idag talar människor cirka 6500 olika språk. Många språk har dött ut, och några av dessa var med stor sannolikhet kusiner till dagens isolatspråk. Sådant är fallet med språket ket som talas i Sibirien. Kets släkt innefattade följande språk: arin, asan, kott, pumpokol samt yugh, men de språken är förutom ket utdöda idag. De blev dock dokumenterade innan de dog ut. Tillsammans utgjorde de språkfamiljen jenisejspråk. Alltså, trots att ket inte har några levande besläktade språk är det inte ett isolatspråk. Liknande är situationen för etruskiska, ett språk som talades i några regioner i dagens Italien, som under lång tid har ansetts att vara ett isolatspråk. Arkeologisk forskning visar dock att det fanns ett språk (eng. Lemnian) som talades på ön Lemnos 400 år f.Kr. Lemnian har visat sig vara släkt med etruskiska. Därmed förlorar etruskiska sin isolatstatus. Campbell anger japanska som ett annat exempel, eftersom det har ansetts vara isolat. Det har dock visat sig att språket ryukyu som talas på Okinawa är systerspråket till japanska och de utgör gruppen av japoniska språk.

### Dialekter
Isolatspråk kan förekomma i flera varianter, det vill säga dialekter. I sådana fall uppstår frågan om huruvida ett sådant språk kan räknas som isolat, eftersom dialekterna är besläktade och härstammar från samma språk. En relaterad fråga till denna är var gränsen mellan språk och dialekter ligger. Ett svarsförslag kan vara förståelsen: om talare av olika varianter av ett (isolat)språk förstår varandra då talar de dialekter av ett och samma språk. I det fallet kan det argumenteras för att isolatspråket behåller sin status som isolat, det vill säga utan kända släktspråk.

#### Dialektsituationen
Koreanska talas av cirka 48 400 000 talare i Sydkorea, och är därmed det största levande isolatspråket. Det finns teoretiker som påstår att koreanska och japanska är relaterade till varandra, och även till de altaiska språken. Dialekter inkluderar: Cheju Island, Chollado, Ch’ungch’ongdo, Kyongsangdo och Seoul (Kangwondo, Kyonggido). Inte alla talare av koreanska dialekter kan förstå varandra och frågan om dialekter som kan anses vara språk är aktuell.
Baskiska talas av cirka 486 000 talare i dagens Spanien och gränsområden i Frankrike. Det här är det näst största levande isolatspråket och det enda i Europa. Ethnologue räknar följande dialekter: Alavan, Alto Navarro Meridional, Alto Navarro Septentrional, Biscayan (Vizcaino), Gipuzkera (Gipuzkoan, Guipuzcoan, Guipuzcoano), Roncalese. Enligt Ethnologue syns dialektala skillnader i muntlig användning, men att talarna av olika dialekter förstår varandra.
Burushaski talas i dagens Pakistan av cirka 87 000 människor och enligt Ethnologue ökar antalet språkanvändare. Burushashki har tre varianter - Hunza, Nagar (Nagir), Yasin (Werchikwar); vars ordförråd visar stora likheter: 91%–94% mellan Nagar och Hunza; 67%–72% mellan Yasin och Hunza, och 66%–71% mellan Yasin och Nagar.
Iatê har 2 930 användare och två dialekter: Fulniô, Yatê. Enligt Ethnologue finns det lexikala likheter på 98% mellan de två.
Ainu är idag nästan utdött, med endast tio användare, men enligt Ethnologue fanns det 19 dialekter en gång i tiden.
Gilyak som talas av några hundra personer visar tre variationer: Amur, östra Sakhalin Gilyak och norra Sakhalin Gilyak. De första två dialekterna skiljer sig så mycket att talarna har svårigheter att förstå varandra.

## Den geografiska fördelningen av isolat i världen
Ethnologue räknar upp följande språk med isolatstatus:
Afrika 
Nigeria: Centúúm
Mali: Bangime
Europa och Asien
Spanien och Frankrike: Baskiska (talas i Baskien)  
Ryssland: Gilyak (östligaste Sibirien) 
Sydkorea: koreanska
Japan: Ainu
Nepal: Kusunda
Pakistan: Burushaski
Indien: Nihali
Indonesien: Abinomn, Abun, Elseng, Hatam, Massep, Mpur
Papua Nya Guinea: Kol, Kuot, Odiai, Pyu, Sulka, Taiap, Yale
Central- och Sydamerika
Argentina: Puelche, Vilela
Brasilien: Aikanã, Arutani, Guató, Iatê, Irántxe, Kanoé, Karirí-Xocó, Kwaza, Ofayé, Oti, Pankararú, Rikbaktsa, Ticuna, Trumai, Tuxá, Uamué, Xukurú
Bolivia: Callawalla, Canichana, Cayubaba, Chiquitano, Itonama, Leco, Movima, Yuracare
Chile: Kunza, Yámana
Guatemala: Xinca
Ecuador: Cofán, Waorani
Colombia: Andoque, Camsá
Mexico: Seri
Peru: Aushiri, Candoshi-Shapra, Muniche, Omurano, Taushiro, Urarina
Venezuela: Sapé, Warao, Yuwana
Nordamerika
Canada: Kutenai
USA: Chimariko, Chitimacha, Esselen, Karaok, Klamath-Modoc, Molale, Natchez, Salinan, Shasta, Siuslaw, Tonkawa, Tunica, Washo, Yuchi, Zuni
De flesta isolatspråken finns i Syd- och Centralamerika, följt av Nordamerika, och minst i Europa och Afrika. Johanna Nichols anger några anledningar till större språkdiversitet i vissa regioner, som kan tillämpas på den ojämna fördelningen bland isolatspråken. Variation, det vill säga högre antal olika språkfamiljer i vissa geografiska områden kan vara orsakade av: närheten till kusten, latitud (geografisk bredd), mängden regn, fysiska barriärer (exempelvis bergskedjor) och en av de viktigaste – stora ekonomier. Det skulle kunna ge förklaring till varför baskiska är det enda isolatet i Europa. Stora ekonomier bär med sig behovet av att ha ett dominant språk. Den sydamerikanska ekonomiska expansionen på den globala marknaden är en modern händelse; den största delen av Sydamerika ligger söder om ekvatorn och Amazonas och stora skogar kan ses som hinder för ett stort standardiserat språk. Förändringar händer dock. Spanska och portugisiska kolonisatörer har tagit med sig sina språk som har blivit dominanta under de senaste århundradena. Tillsammans med det ekonomiska behovet för större språk är det inte förvånande att många av isolatspråken i Syd- och Central-, men också i Nordamerika är utrotningshotade.

## Status hos språken
De största isolatspråken är: koreanska (78 000 000), baskiska (468 000), burushaski (87 000), ticuna (32 600), warao (28 100), hatam (16 000), zuni (9 650), mpur (7 000), kol (4 000), urarina (3 000), yuracare (2 680), sulka (2 500), kuot (2 400), bangime (2 000), nihali (2 000) och waorani (1 650).
Isolatspråken som har färre än ett tusen men fler än ett hundra användare är seri (900), yale (600), yuwana (640), andoque (340), gilyak (några hundra), centúúm  (200), elseng (300), odiai (240), kutenai (100) och pyu (100).
Mindre än ett hundra språkanvändare har följande språk: taiap (75), trumai (51), rikbaktsa (40), irántxe (40), massep (25), leco (20), arutani (17) och karok (12). 
Nära utrotning, med mindre än 10 språkanvändare är: yámana, yuchi, washo, sapé, muniche, natchez, ofayé, itonama, guató, kwaza, cayubaba och ainu.
Ethnologue anger följande isolatspråk som inte har några modersmålstalare kvar: tonkawa, xinca, xukurú, vilela, tunica, tuxá, uamué, shasta, siuslaw, omurano, oti, pankararú, puelche, salinan, karirí-xocó, esselen, callawalla, klamath-modoc, aushiri, canichana, molale och kunza.

## Slutsatser
Isolatspråk är inte så annorlunda än andra språk med avseende på ordföljden: de flesta har den vanligaste ordföljden SVO (subjekt-verb-objekt). Urarina har OVS, taushiro VSO, och båda språken talas i Peru. Rikbaktsa som talas i Brasilien har SOV-ordföljd. Ethnologue har dock inte uppgifter om ordföljden för alla isolatspråken.
Det är rimligt att anta att de här språken har haft en gemensam moder med några av språken från kända språkfamiljer, men att relationerna är så avlägsna att lingvisterna saknar bevis för släktskap. Vi kan inte bevisa att två eller flera språk inte är släkt, men det behövs stark evidens för att bevisa att de är släkt. Många språk och språkfamiljer har blivit utrotade under historien utan att hinna bli dokumenterade. Detta gör det svårt att rekonstruera eventuella släktingar till dagens isolat. Ett språk är inte nödvändigtvis isolat om det saknas mycket data om det (språket). Campbell (ss. 8-9) uppger flera strategier som är relevanta i sökningen efter möjliga släktingar till isolatspråk: interna rekonstruktionen (där diakroniska förändringar undersöks); gamla dokument där ord eller namn från isolatspråket nämns; undersökning av ortnamn, personliga namn, historiska dokument, morfologiska komplexiteten och lånorden.